# Dirk Sauermann
Dirk Sauermann (* 28. März 1975 in Kiel) ist ein deutscher Volleyball-Trainer und Physiotherapeut.

## Werdegang
Von 2003 bis 2010 trainierte Dirk Sauermann die 1. Frauen-Mannschaft des TSV Bayer 04 Leverkusen in der Volleyball-Bundesliga, zunächst als Co-Trainer von Gudula Staub bzw. Alberto Salomoni und seit der Saison 2007/08 als Cheftrainer. Sauermanns größte Erfolge mit der Mannschaft waren die Deutsche Vizemeisterschaft im Jahr 2004, der Titel Deutscher Vizepokalsieger 2005 und das Erreichen des Finales im europäischen Top Teams Cup im Jahre 2005. Im Anschluss an seine Tätigkeit in Leverkusen erreichte der gebürtige Kieler mit HPK Naiset einmal den dritten und einmal den zweiten Platz in der ersten finnischen Liga. In der Saison 2012/13 trainierte Sauermann die Zweitligamannschaft des MTV Stuttgart, die am Ende der Spielzeit den neunten Platz belegte. Danach wechselte er in die Zweite Bundesliga Nord zu VT Aurubis Hamburg II. Im Februar 2014 löste er Helmut von Soosten als Chef-Trainer der Bundesligamannschaft von Aurubis Hamburg ab, wo er bis 2016 tätig war.
Von Mai bis Dezember 2020 war Sauermann Trainer beim Bundesligisten Schwarz-Weiss Erfurt. Anschließend ging er wieder nach Finnland und wurde Cheftrainer bei Helsinki Volley.